# Noronic (Schiff)
Die Noronic war ein 1913 in Dienst gestelltes Passagierschiff der kanadischen Reederei Canada Steamship Lines (CSL), das 36 Jahre lang für Passagier- und Frachtverkehr auf den Großen Seen zwischen Kanada und den Vereinigten Staaten eingesetzt wurde. Sie war eines der damals größten, luxuriösesten und populärsten Schiffe auf den Großen Seen und wurde allgemein Queen of the Great Lakes und Queen of the Inland Seas (deutsch: „Königin der Großen Seen“) genannt. Am 14. September 1949 zerstörte ein Feuer das über Nacht im Hafen von Toronto liegende Schiff, wobei 122 Menschen ums Leben kamen und über 200 zum Teil schwer verletzt wurden. Bei dem Unglück, welches von der Presse als „Holocaust“ bezeichnet wurde, handelte es sich um einen der verheerendsten Schifffahrtsunfälle auf den Großen Seen.

## Dienstzeit

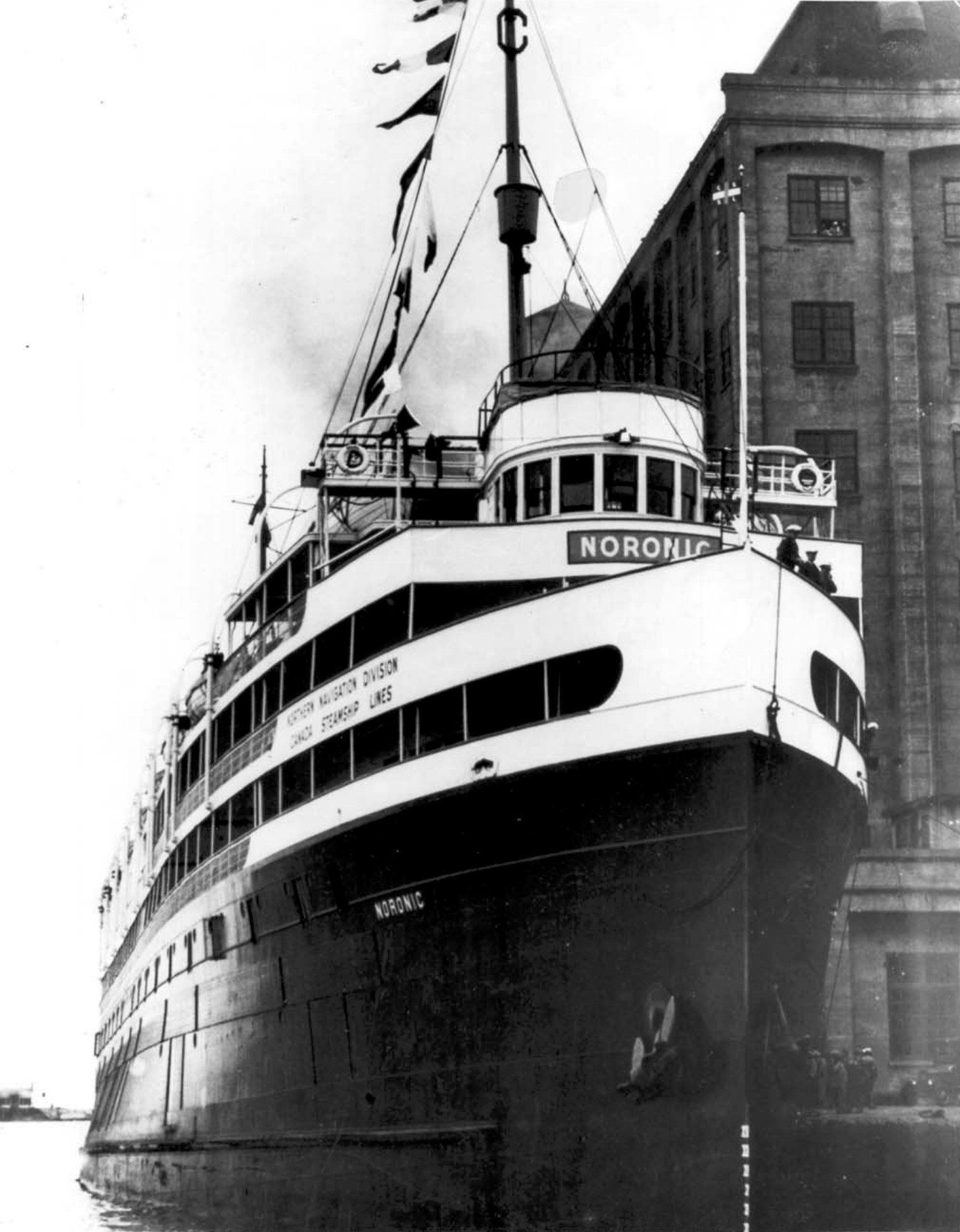
Die Noronic an der Anlegestelle von Toronto (1930).

Die Noronic wurde eigentlich von der Northern Navigation Company in Auftrag gegeben, aber noch vor Bauabschluss von der Canada Steamship Lines übernommen, um deren Flotte von Great-Lake-Dampfern zu vervollständigen. Nach der vertraglichen Übernahme wurden dem Schiff drei weitere Decks hinzugefügt. Dadurch wurde sie zum bisher größten Passagierdampfer auf den Großen Seen. Andere Schiffe, die auf der gleichen Route eingesetzt wurden, waren die Huronic (Bj. 1902) und die Hamonic (Bj. 1909). Die Hamonic brannte am 17. Juli 1945 im Hafen von Point Edward (Ontario) ab, wobei ein Mensch ums Leben kam.
Die Noronic lief am 2. Juni 1913 in Port Arthur, Ontario vom Stapel. Da der Dampfer regelmäßig die Grenze zwischen Kanada und den USA überqueren musste, erhielt er vom kanadischen Handelsministerium den Status eines Inland Steamship Class 1. Auf ihrer ersten Fahrt im November 1913 wurde die Noronic durch den großen Great Lake Sturm von 1913 beschädigt. Bei diesem Blizzard mit Windstärken bis zu zwölf Beaufort liefen 38 Schiffe auf Grund, kenterten oder gingen unter.
Die Noronic, die zum Flaggschiff der Canada Steamship Lines wurde, lief bei ihren regulären Fahrten gewöhnlich in Detroit aus und begann eine mehrtägige Kreuzfahrt über den Ontariosee und den Eriesee mit verschiedenen Zwischenstopps. Die üblichen Reiseziele waren Toronto, Montreal und der Saguenay-Fjord. Einer der Höhepunkte jeder Fahrt war ein Übersetzen der Passagiere per Fähre in den Canatara Park bei Sarnia, wo Stewards und Stewardessen im Grünen das Mittagessen servierten.
Der größte Raum auf dem Schiff war der Speisesaal, dessen Panoramafenster sich vom Fußboden bis zur Decke erstreckten. Auf dem B-Deck befand sich die mit Ledersesseln ausgestattete Observation Lounge, die abends in einen Ballsaal umgewandelt wurde, in dem das Bordorchester Tanzabende, Galapartys und Maskenbälle mit Livemusik begleitete. Zur weiteren Ausstattung gehörten eine Bibliothek, ein Schreibraum, ein Kindergarten und ein Friseur- sowie Schönheitssalon. Den Passagieren stand eine an Bord gedruckte täglich erscheinende Tageszeitung zur Verfügung. Zudem fanden Bingoturniere, Deckspiele und sportliche Veranstaltungen statt.

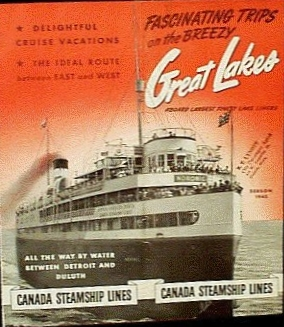
Werbeplakat (1942).

Die öffentlichen Aufenthaltsräume und die Passagierkabinen auf dem Schiff waren zeitgemäß mit Eiche, Kirsch- und Teakholz getäfelt. Daneben waren viele andere leicht entflammbare Materialien auf dem Schiff verwendet worden. Die Passagierunterkünfte erstreckten sich über die Decks A, B, C und D. Die einzigen Ausgänge befanden sich auf dem untersten Deck, dem E-Deck, welches nur Mannschaftsmitgliedern zugänglich war. Von den Passagierdecks gab es keine Möglichkeit, an Land zu gehen.

## Die letzte Fahrt
Am Mittwoch, dem 14. September 1949 um 11.00 Uhr legte die Noronic in Detroit (Michigan) zu einer siebentägigen Vergnügungskreuzfahrt über die Großen Seen ab. Nach Zwischenstopps in Cleveland, Toronto, Thousand Islands und Prescott (Ontario) sollte der Dampfer am 21. September wieder in Detroit einlaufen. Neben 171 Besatzungsmitgliedern waren 524 Passagiere an Bord, die meisten davon waren US-Amerikaner. Das Schiff stand unter dem Kommando von Kapitän William Taylor. Nachdem sie den Eriesee überquert hatte, legte die Noronic am Freitag, dem 16. September um 18.00 Uhr im Hafen von Toronto an. Ihr Liegeplatz war Pier 9 am Fuß der Yonge Street, welche für die Canada Steamship Lines reserviert war. Das Schiff, das mit der Steuerbordseite parallel zum Dock lag, sollte über Nacht im Hafen liegen und am nächsten Morgen wieder auslaufen, um durch den Wellandkanal erneut den Eriesee zu erreichen. Viele Passagiere nutzten den Aufenthalt, um die Stadt zu erkunden. Auch Kapitän Taylor verließ das Schiff und kehrte erst um 02.00 Uhr morgens am 17. September zurück. Nur 16 Besatzungsmitglieder waren in dieser Nacht im Dienst.

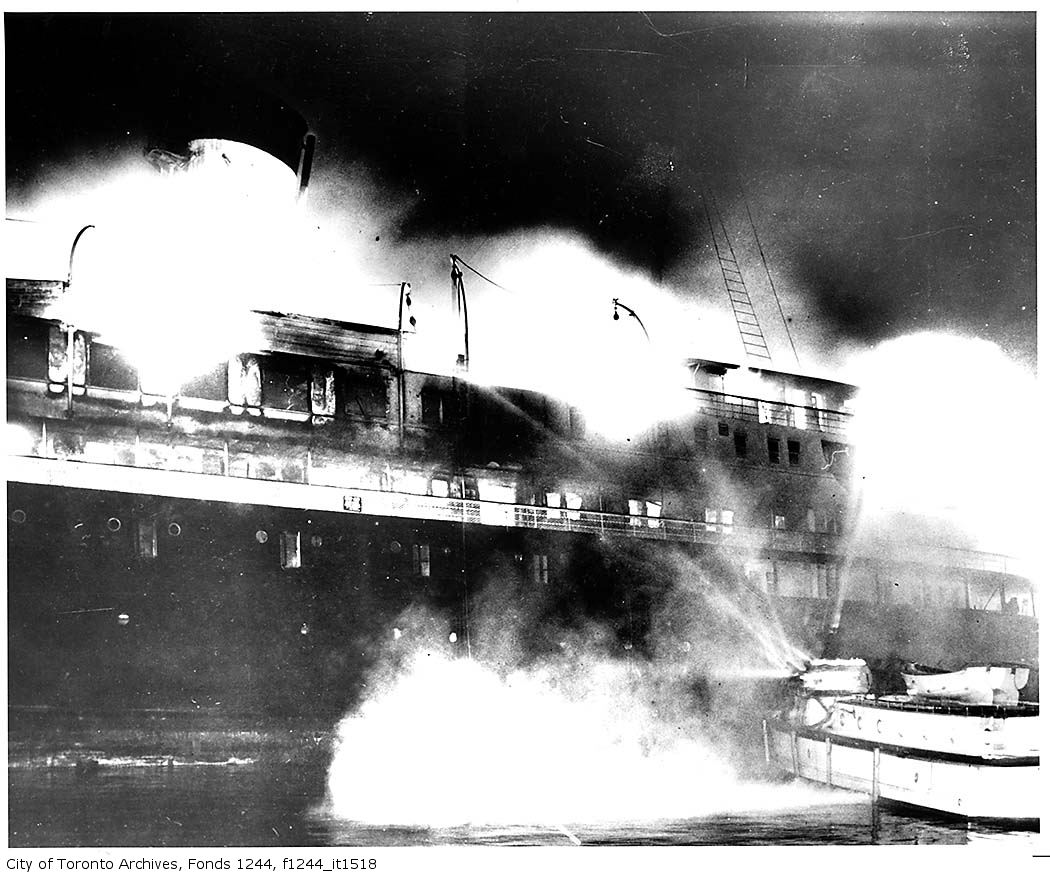
Die Noronic in Flammen, 17. September 1949.

Um 02.30 Uhr morgens am 17. September bemerkte der Passagier Donald Church aus Silver Lake (Ontario), der als Schadenssachverständiger einer Feuerversicherungsgesellschaft tätig war, Rauch auf einem Korridor auf dem C-Deck in der Nähe der Lounge. Church folgte dem Rauch, der von einem verschlossenen Raum direkt an der Treppe zum D-Deck zu kommen schien. Da der Raum, in dem Wäsche gelagert wurde, verschlossen war, suchte er ein Besatzungsmitglied und kehrte mit dem Pagen Earnest O’Neil zum Ausgangspunkt des Feuers zurück. O’Neil öffnete den Raum, der komplett in Flammen stand und versuchte, das Feuer mit einem Feuerlöscher zu bekämpfen. Mittlerweile hatten sich noch andere Passagiere in dem Korridor eingefunden und versuchten zu helfen.
Ein in der Nähe befindlicher Feuerlöschschlauch erwies sich als nutzlos, da aufgrund jahrelanger mangelnder Wartung und Pflege die Feuerbekämpfungsinstrumente auf dem Schiff in einem sehr schlechten Zustand waren. Der Wasserdruck war zu gering, um das Feuer zu bekämpfen. Dazu kam die Tatsache, dass in den über 30 Dienstjahren die Fußböden, die Wände und das Mobiliar des Dampfers mit einer ölhaltigen Lösung poliert und gesäubert worden waren. Dies sorgte dafür, dass sich das Feuer rasend schnell über den Korridor und benachbarte Gänge ausbreitete. O’Neil, Church und die Anderen wurden nach kurzer Zeit von den Flammen zurückgedrängt und flohen. Um 02.38 Uhr löste der Erste Offizier Gerry Wood den Feueralarm aus und ließ zusätzlich das Schiffshorn ertönen. Gleichzeitig ertönte am Kai der Feueralarm, da der Hafennachtwächter Dan Harper die Flammen auf dem Schiff registriert hatte. Harper meldete das Feuer sofort dem Toronto Fire Department und der Polizei.
Bereits um 02.41 Uhr, nur drei Minuten nach dem offiziellen Alarm, traf das erste Feuerwehrfahrzeug an Dock 9 ein. Zu diesem Zeitpunkt stand die Noronic bereits vollständig in Flammen. Die Passagiere waren nicht von der Mannschaft geweckt worden; die meisten erwachten wegen der Schreie und des Lärms der fliehenden Menschen. In Sekundenschnelle brach Panik aus und die Menschen, von denen die meisten nur Pyjamas und Morgenmäntel trugen, begannen zu drängeln und sich gegenseitig zu schubsen. Viele Frauen und Kinder wurden in dem Gedränge zu Boden geworfen und überrannt. Der Rauch war sehr dick und nahm den meisten Passagieren die Sicht, sodass es schwer war, sich zu orientieren. Die meisten Treppenhäuser standen innerhalb kürzester Zeit in Flammen und waren unpassierbar und nur den wenigsten gelang es, bis auf das E-Deck zu gelangen, wo man über die Gangways entkommen konnte.
Manche Passagiere kletterten Seile hinab, die an der Außenwand der Noronic hingen, andere sprangen von den Decks auf die Pier, was oft tödlich endete. Auf der Backbordseite sprangen zahlreiche Menschen in das Hafenbecken, wo sie von kleineren Booten gerettet wurden. Viele oft schon bewusstlose Passagiere wurden von Crewmitgliedern oder Feuerwehrleuten, die Türen eintraten und Fenster einschlugen, aus ihren Kabinen gezogen. Die erste Rettungsleiter, die angebracht werden konnte, brach unter dem Ansturm der Fliehenden auseinander. Etwa 100 Passagiere retteten sich mit dem Sprung auf das nebenan vor Anker liegende Schiff Cayuga, welches ebenfalls der Canada Steamship Lines gehörte. Die Flammen griffen jedoch auf die Cayuga über und das Schiff musste von der Noronic weg gezogen werden.
Augenzeugen berichteten hinterher, dass die Todes- und Hilfeschreie der Passagiere an Bord alle Sirenen und Alarmsignale übertönt hätten. Was die Zahl der Todesopfer angeht, ist das Noronic-Unglück nach dem Untergang der Lady Elgin am 8. September 1860 (ca. 400 Tote) und dem Brand auf dem Raddampfer Phoenix am 22. November 1847 (ca. 250 Tote) eine der schwersten Schiffskatastrophen auf den Großen Seen.

## Löschung und Bergung
Nur 20 Minuten, nachdem an Bord das Feuer entdeckt worden war, war das Schiff vollständig ausgebrannt. Die glutroten Decks begannen einzubrechen. Nach einer Stunde war das Schiff derart mit Löschwasser voll gepumpt, dass es tief ins Wasser einsank und sich gegen das Dock zu neigen begann. Erst nachdem sich die Noronic wieder stabilisiert hatte, konnten die Einsatzkräfte ihre Arbeit fortsetzen. Aus 37 Schläuchen wurden etwa 6.400 Tonnen Wasser in den brennenden Schiffskörper gepumpt.

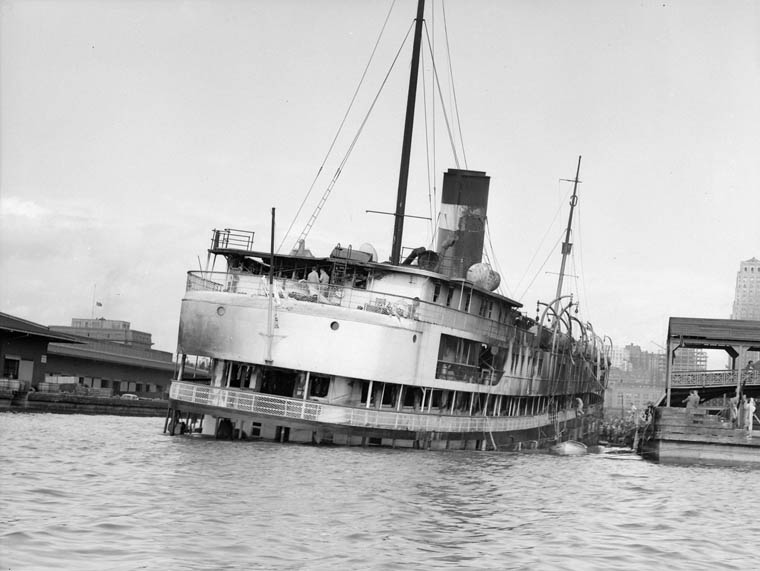
Das ausgebrannte Wrack nach dem Feuer.

Um 04.30 Uhr morgens war das Schiff evakuiert und eine halbe Stunde später war das Feuer gelöscht. Nachdem das Wrack zwei Stunden lang ausgekühlt war, wurde mit dem Bergen der Opfer begonnen. Die Bergungskräfte fanden zahlreiche Leichen in den Korridoren; viele Passagiere waren noch in ihren Betten gestorben. In fast jedem Fenster war das Glas geschmolzen und bis auf ein einziges im Bug war jedes Treppenhaus zerstört. 57 Personen wurden in verschiedenen Krankenhäusern in Toronto untergebracht, weitere 189 Verletzte waren in den Krankenstationen zweier Hotels untergebracht.
122 Menschen kamen bei der Tragödie ums Leben, wobei in diversen Quellen von bis zu 139 Toten berichtet wird. Die meisten waren aufgrund von Verbrennungen oder Ersticken ums Leben gekommen, eine kleinere Anzahl starb durch den Sprung auf das Dock. Nur eine Person ertrank. Alle Toten waren Passagiere, was bei vielen Betroffenen und in den Medien großen Unmut erregte. Alle 171 Besatzungsmitglieder hatten überlebt. Da es so viele Tote gab und die Mole bald überfüllt war, musste das Horticultural Building, eine Messehalle auf dem Gelände des Exhibition Place, als improvisierte Leichenhalle genutzt werden. Wegen der extremen Hitze des Feuers war von vielen Opfern so wenig übrig geblieben, dass zum ersten Mal bei einem Schiffsunglück Gebisse zur Identifikation der menschlichen Überreste dienen mussten. Trotzdem konnten 14 Personen nicht mehr identifiziert werden.

## Untersuchung und Folgen
Das kanadische Unterhaus bildete einen Untersuchungsausschuss unter Vorsitz von Richter R. L. Kelloch, um die Unfallursache herauszufinden. Man kam darin überein, dass das Feuer in dem Raum auf dem C-Deck ausbrach, der als Wäschelager genutzt wurde. Die konkrete Unglücksursache konnte jedoch nicht festgestellt werden. Eine der Mutmaßungen war, dass das Feuer durch eine weggeworfene Zigarette eines Angestellten der Bordwäscherei ausgelöst wurde.
Die hohe Anzahl der Todesopfer wurde vor allem dem Verhalten der Besatzung zugeschrieben. In der Unglücksnacht waren zu wenige Mannschaftsmitglieder auf ihrem Posten gewesen. Die meisten waren beim ersten Alarm geflohen, ohne die Passagiere zu wecken und kein einziges Crewmitglied hatte die Feuerwehr informiert. Es hatte keine Notfallübungen gegeben und die Passagiere waren nicht in Kenntnis gesetzt worden, wie sie sich im Fall eines Unglücks in Sicherheit bringen konnten. Auch die Konstruktion und Ausstattung der Noronic wurde kritisiert: Fast alle verwendeten Materialien waren leicht entflammbar, nur auf einem der fünf Decks gab es Ausgänge, es gab keine feuerfesten Türen und die Löschschläuche waren nicht einsatzbereit.
Kapitän Taylor wurde als Held gefeiert, da er Passagieren bei der Flucht half und viele aus ihren Kabinen rettete. Er verließ als letztes Mitglied der Mannschaft das Schiff. Trotzdem wurde er von der Canada Steamship Lines für ein Jahr vom Dienst als Kapitän suspendiert. Auch nach Ablauf der Suspendierung führte Taylor nie wieder ein Schiff. Das Wrack der Noronic¸ das auf den Grund des Hafenbeckens gesunken war, wurde im November 1949 nach Hamilton (Ontario) geschleppt und abgewrackt. Die Schadensersatzforderungen von Überlebenden und Hinterbliebenen gegen die Reederei beliefen sich auf 18 Millionen US-Dollar. Die Reederei zahlte letztendlich 2,15 Millionen US-Dollar. Verantwortliche der Reederei vermuteten Brandstiftung als Unglücksursache. Nachdem im August 1950 auf dem Passagierschiff Quebec der Canada Steamship Lines ebenfalls in einem Wäscheschrank Feuer ausbrach und in diesem Fall tatsächlich Brandstiftung nachgewiesen wurde, setzte die Reederei alle ihre Passagierschiffe außer Dienst. Seitdem beschränkt sich CSL auf Gütertransport mit einer Flotte aus Massengutfrachtern und Containerschiffen.
Strengere Brandvorschriften für Passagierschiffe auf den Großen Seen traten in Kraft. Die meisten der Dampfer waren wie die Noronic in die Jahre gekommen und viele Schifffahrtsgesellschaften sahen es als unwirtschaftlich an, diese Schiffe umzurüsten und den neuen Standards anzupassen. In den folgenden Jahren wurden nacheinander zahlreiche der alten Great Lake-Dampfer außer Dienst gestellt, es kam zudem zu einem steten Rückgang der Buchungen für Kreuzfahrten auf den Großen Seen. Auf dem Mount Pleasant Cemetery von Toronto erinnert ein Denkmal an die Toten der Noronic.